# Keensburg, Illinois
Keensburg là một làng thuộc quận Wabash, tiểu bang Illinois, Hoa Kỳ. Năm 2010, dân số làng này là 210 người.

## Dân số
Dân số qua các năm:
- Năm 2000: 252 người.
- Năm 2010: 210 người.